# Опфенбах
Опфенбах (њем. Opfenbach) општина је у њемачкој савезној држави Баварска. Једно је од 19 општинских средишта округа Линдау (Бодензе). Према процјени из 2010. у општини је живјело 2.249 становника. Посједује регионалну шифру (AGS) 9776122.

## Географски и демографски подаци
Опфенбах се налази у савезној држави Баварска у округу Линдау (Бодензе). Општина се налази на надморској висини од 500–800 метара. Површина општине износи 16,8 km². У самом мјесту је, према процјени из 2010. године, живјело 2.249 становника. Просјечна густина становништва износи 134 становника/km².